# SDŽ 121 bis 126
Die Lokomotiven der Reihe SDŽ 121 bis 126 (ab 1930 als JDŽ 01 und ab 1954 als JŽ 01 bezeichnet), waren Schnellzug-Dampflokomotiven der Serbischen Staatsbahn Srpske državne železnice. Sie wurden zunächst in sechs Exemplaren 1912 für die Staatsbahn des Königreichs Serbien beschafft. Nach dem Ersten Weltkrieg erhielten die nunmehrigen Eisenbahnen des Königreichs der Serben, Kroaten und Slowenen (SHS) im Rahmen der Reparationslieferungen aus Deutschland in den Jahren 1922 bis 1923 weitere 120 Exemplare dieser Baureihe. Die insgesamt 126 Exemplare stellten die umfangreichste Baureihe von Dampfschnellzuglokomotiven der ab 1930 als Jugoslovenske državne železnice firmierenden Staatsbahn Jugoslawiens. Sie wurden bis Mitte der 1980er Jahre, zuletzt im Personenzugverkehr, eingesetzt.

## Geschichte
Die serbischen Staatsbahnen (SDŽ) hatten bis Anfang des 20. Jahrhunderts aus Kostengründen mit wenigen Ausnahmen nur Nachbauten von Baureihen anderer Staatsbahnen beschafft, so etwa ab 1885 der Sächsischen V oder geringfügig abgewandelte Nachbauten der kkStB 180 im Jahr 1907. Ab 1910 begannen die SDŽ mit der Entwicklung eigener Baureihen, um unabhängiger von ausländischen Entwicklungen zu werden. Die zunehmenden Zuggewichte vor allem der Schnellzüge ließen besonders Bedarf für eine leistungsfähige Schnellzuglokomotive aufkommen, unter anderem zur Bespannung des Orient-Express. Zusammen mit Fachleuten der Berliner Maschinenbau-Actien-Gesellschaft vormals L. Schwartzkopff entwickelte die maschinentechnische Abteilung der SDŽ zwei Varianten einer Schnellzuglokomotive der Achsfolge „Prairie“. Die Einführung des Heißdampfs in den Lokomotivbau hatte sich zu dieser Zeit noch nicht vollständig durchgesetzt, die SDŽ beschafften daher zum einen acht Exemplare als Nassdampf-Verbunddampflokomotiven mit den Nummern SDŽ 151 bis 158, zum anderen sechs Heißdampf-Vierling-Lokomotiven mit den Nummern 121 bis 126. Alle Lokomotiven wurden 1912 abgeliefert. In den Vergleichstests zeigte sich die Heißdampfvariante als deutlich leistungsfähiger. Vor Ausbruch des Ersten Weltkriegs fielen jedoch keine Entscheidungen zur weiteren Beschaffung.
Nach Ende des Krieges bestand dringender Bedarf an neuen Lokomotiven für das nun erheblich größere Streckennetz des neuen, aus Serbien und Teilen der Donaumonarchie gebildeten Königreichs der Serben, Kroaten und Slowenen. Im Rahmen der entsprechend dem Versailler Vertrag auferlegten Reparationsverpflichtungen lieferten Schwartzkopff und die Maschinenfabrik Karlsruhe daher in den Jahren 1922 und 1923 weitere 120 Stück der Heißdampfvariante, die als SHS/SDŽ 1001 bis 1120 eingeordnet wurden. Schwartzkopff lieferte 101 Stück, die übrigen 19 kamen aus Karlsruhe. Die Lokomotiven bespannten bis zur 1930 erfolgten Lieferung der Einheitslokomotiven der Reihen JDŽ 05 und JDŽ 06 alle wichtigen Schnellzugleistungen in Jugoslawien, darunter auch den Simplon-Orient-Express. 1933 führten die nunmehrigen jugoslawischen Staatsbahnen (JDŽ) ein neues Nummernschema nach dem Vorbild der Deutschen Reichsbahn-Gesellschaft ein, die insgesamt 126 Exemplare erhielten die neue Reihenbezeichnung als JDŽ 01, die Nassdampfvariante wurde als JDŽ 04 eingeordnet. 
Die erfolgreiche Einführung von Stromlinienlokomotiven ab Anfang der 1930er Jahre in Deutschland, Großbritannien und den USA und die damit verbundene Beschleunigung von Schnellzügen führte dazu, dass auch kleinere Bahngesellschaften Interesse an solchen Lokomotiven bekamen. Entwicklung und Bau dieser Lokomotiven waren jedoch finanziell und technisch anspruchsvoll. Wie beispielsweise die Nederlandse Spoorwegen mit der NS-Baureihe 3700 versuchten auch die JDŽ, mit der Umrüstung vorhandener Lokomotiven ihr Glück. Die Lokomotive 01-101 erhielt 1936 eine Stromlinienverkleidung für den Einsatz vor einem zwischen Zagreb und Belgrad verkehrenden Zug, der als Leteći Beogradjanin (Fliegender Belgrader) bezeichnet wurde. Vor dem Zug erreichte die Lokomotive 1937 eine Geschwindigkeit von 122 km/h, ohne Zug sogar von 146 km/h, wobei sie dank des Vierlingsantriebs noch ruhig lief. Fehlende Messtechnik und der nur auf kurzen Abschnitten höhere Geschwindigkeiten zulassende Streckenzustand im Netz der JDŽ führten dazu, dass es bei diesen Versuchen blieb. Es wurde keine weitere Lokomotive entsprechend umgebaut, die 01-101 verlor nach einigen Jahren wieder ihre Verkleidung.

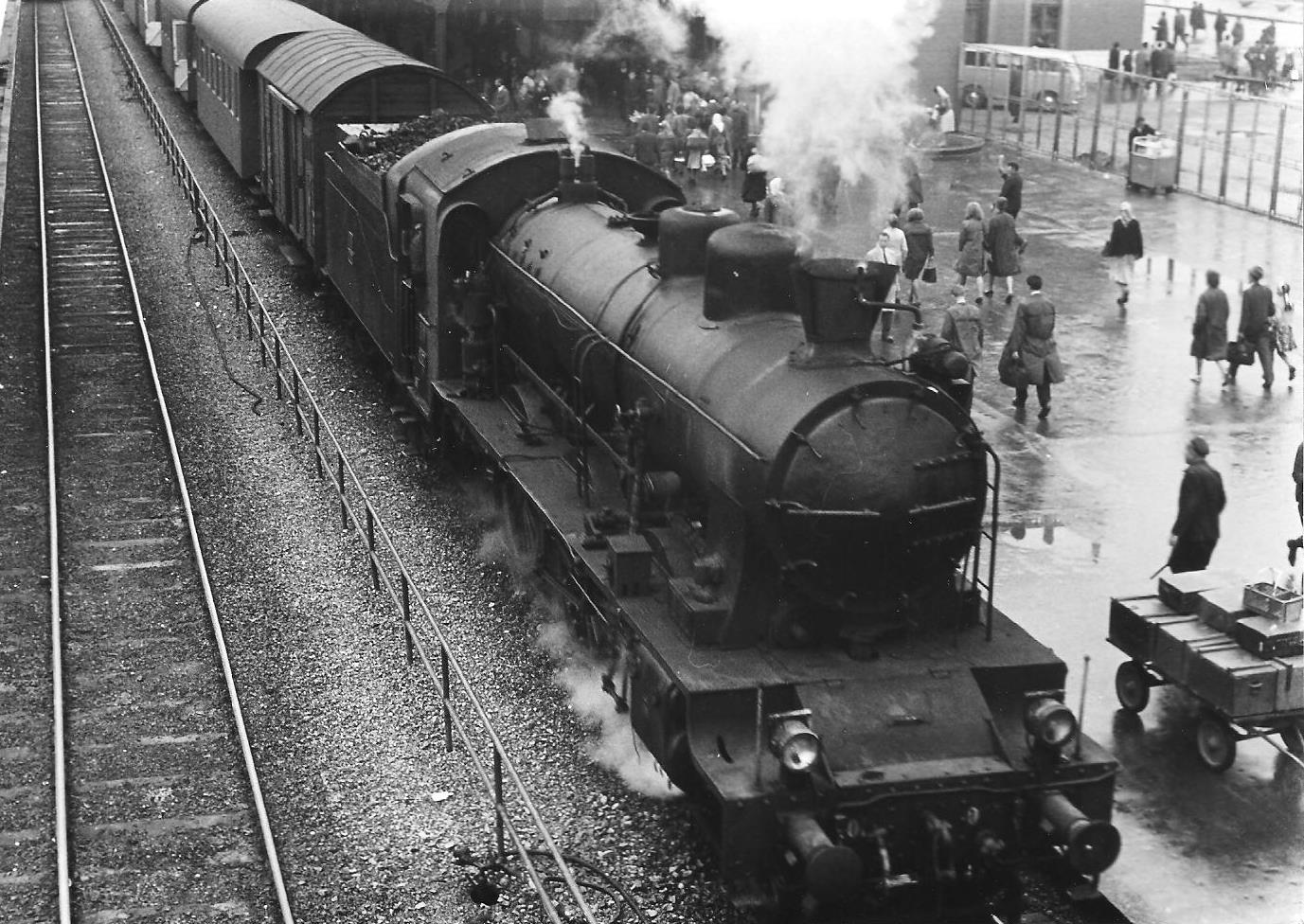
Eine Lokomotive der Reihe 01 im Jahr 1965 in Zagreb

Infolge des Balkanfeldzugs der deutschen Wehrmacht wurde das Königreich Jugoslawien zerschlagen, neben den nominell selbständigen Vasallenstaaten Kroatien und Serbien kamen Teile des Landes an das Deutsche Reich sowie die mit diesem verbündeten Nachbarstaaten Bulgarien, Ungarn und Italien. Das jugoslawische Eisenbahnnetz und das Rollmaterial wurden entsprechend aufgeteilt. Von den Lokomotiven der Reihe 01 kamen 29 Stück an Bulgarien, das sie als Reihe 07 einordnete. Da das Eisenbahnnetz im bulgarisch besetzten Teil, der etwa dem heutigen Nordmazedonien entsprach, keine Verbindung mit dem restlichen Netz der BDŽ hatte, blieben die Lokomotiven auf ihren bisherigen Einsatzstrecken rund um Skopje. Drei Lokomotiven wurden von der italienischen FS übernommen, die neugegründete kroatische Staatsbahn HDŽ erhielt 44 Stück, die restlichen Lokomotiven verblieben in Serbien. Nach Kriegsende kamen die Lokomotiven wieder in jugoslawischen Besitz.

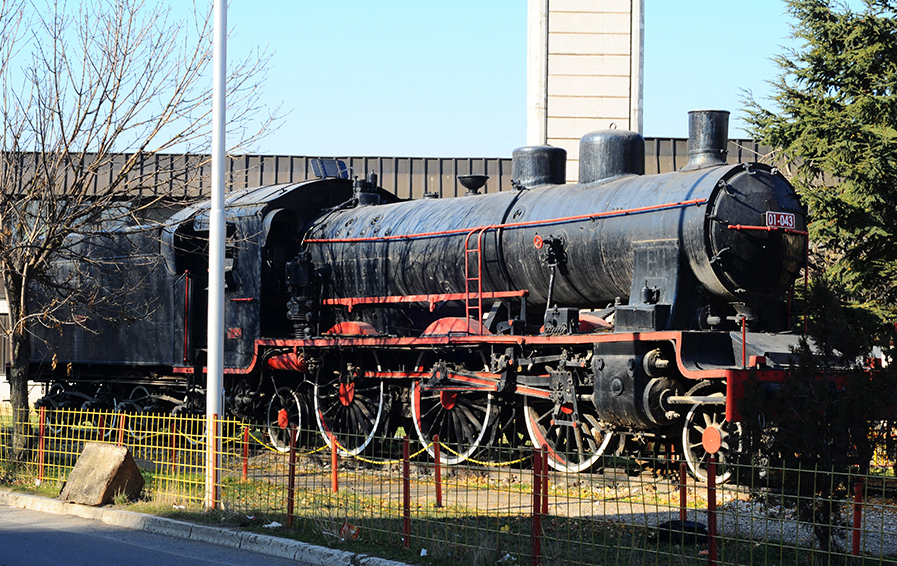
Die in Fushë Kosova/Kosovo Polje vor dem Bahnhof aufgestellte 01-043

Nach Ende des Zweiten Weltkriegs fand sich mit der 01-102 ein Exemplar der Reihe in Österreich, musste aber bald an Jugoslawien zurückgegeben werden. Ende der 1950er Jahre waren noch 93 Stück im Bestand der seit 1954 als Jugoslovenske Železnice (JŽ) firmierenden, aus fünf Direktionen bestehenden jugoslawischen Eisenbahnen. Mit 56 Stück gehörten mehr als die Hälfte zur Direktion Belgrad, neun zur Direktion Zagreb und 28 zur Direktion Skopje. Sie wurden überwiegend im Personenzugdienst eingesetzt, nachdem die hochwertigen Schnellzüge meist an die Reihe 05 und erste neue Diesellokomotiven übergegangen waren. Lediglich östlich von Belgrad beförderten die Lokomotiven noch hochwertige Leistungen. Bis etwa 1966 bespannten die Lokomotiven noch Schnellzüge zwischen Niš und Dimitrovgrad, dem Grenzbahnhof zu Bulgarien, bis 1968 noch zwischen Skopje und Gevgelija, dem Grenzbahnhof zu Griechenland. Mit der zunehmenden Elektrifizierung des Netzes und der Beschaffung großer Serien US-amerikanischer Diesellokomotiven wurden die Lokomotiven der Reihe 01 schrittweise in den 1960er und 1970er Jahren ausgemustert. Die letzten fünf Exemplare blieben bis 1985 im Osten Serbiens im Dienst und wurden von Zaječar aus vor Personenzügen eingesetzt.

## Erhaltene Lokomotiven
Die Reihe 01 blieb in mehreren Exemplaren erhalten, zumeist als nicht betriebsfähige Museumslokomotiven. Lediglich die 01-088 wird in Belgrad betriebsfähig für den Einsatz vor Sonderzügen vorgehalten. Weitere nicht betriebsfähige Lokomotiven stehen mit der 01-019 in Lapovo, der 01-035 in Niš, der 01-043 in Fushë Kosova/Kosovo Polje, der 01-070 in Subotica, der 01-074 in Ljubljana und der 01-121 in Niš-Crveni krst.